# Рак Людмила Кузьмівна
Людмила Кузьмівна Рак  (20 червня 1909, с. Семенівка, Любарський район — 19 жовтня 1995, Київ) — український мовознавець.

## Освіта
Закінчила 1932 Київський інститут професійної освіти. 
Аспірантка відділу загального мовознавства (з 1932 р.), згодом науковий співробітник Інституті мовознавства ВУАН. 

## Політичні переслідування
Звільнена з роботи після арешту її чоловіка — С. І. Василевського. 
1938 р. безпідставно засуджена на 5 років вільного заслання. Викладала на Житомирщині. 

## Науково-педагогічна діяльність
Після реабілітації 1955 р. повернулася до Києва й деякий час знову працювала в Інституті (у відділі лексикології та лексикографії). 
Згодом працювала в Міністерстві освіти УРСР. 
Залишила спогади про довоєнних співробітників Інституту.

## Праці
- Орфографічний словник для початкової і середньої школи. — К., 1936. — 272 с. (співавтори: Д. С. Леві, Г. А. Левченко).
- До характеристики діалектних особливостей мови с. Кодні // Мовознавство. — № 11. — 1937. — С. 55-83.
- Російсько-український словник. — К., 1937. — 890 с. (співукладачка).
- Про деякі особливості навчання української мови в сільськогосподарському техучилищі // Українська мова в школі. — 1957. — № 4. — С. 54-59.
- Лексико-морфологічні особливості українських народних дум // Українська мова в школі. — 1960. — № 4. — С. 9-18.
- Мовні засоби гіперболізації в українських народних думах // Українська мова в школі. — 1961. — № 4. — С. 27-34.
- Синоніми українських народних дум // Лексикографічний бюлетень. — Вип. 8. — 1961. — С. 27-34.
- З топоніміки українських народних дум та історичних пісень // Питання топоніміки та ономастики. — К., 1962. — С. 168–175.
- Російсько-український сільськогосподарський словник. — К., 1963 (співукладачка).
- Словник української мови: В 11 тт. — Т. 1, 4. — К., 1970, 1973 (співукладачка).